# ヤバイ音楽研究所
ヤバイ音楽研究所（やばいおんがくけんきゅうじょ）は、2017年1月6日から2018年3月30日まで、TOKYO FMにて放送されていたラジオ番組である。

## 概要・特徴
- 音楽をこよなく愛する高橋と遠山が、ラジオの中の秘密の機関「ヤバイ音楽研究所」で、今の時代をざわつかせる"ヤバイ音楽やアーティスト"を様々な切り口、角度から研究していく新感覚の音楽番組[1]。
- レコチョクが運営するサービス（dヒッツ・Eggs・WIZY）と連動していく。

## 構成
第1研究所
- 定額制音楽配信サービス「dヒッツ」と連動。
メインの研究テーマである“みんなでつくるヤバイプレイリスト”を考える。
高橋博士、遠山助手、リスナーが、番組で設定されたテーマの音楽プレイリストを作っていく。
完成したプレイリストは、定期的に「dヒッツ」で公開される。

第2研究所
- 音楽活動支援サイト「Eggs」と連動。
「Eggs」イチオシの新人アーティストを紹介していく。

第3研究所
- クラウドファンディングのプラットフォーム「WIZY」と連動。

## パーソナリティ

### メインパーソナリティ
博士
- 高橋茂雄（サバンナ）

助手
- 遠山大輔（グランジ）

### その他出演者
所長
- 佐橋佳幸 - 不定期出演

女子
- しをりん（チーム未完成） - 第2・3研究所 進行役